# Лишайница печёночница
Лишайница печёночница, или лишайница поздняя (лат. Thumatha senex)— вид медведиц из подсемейства Lithosiinae.

## Распространение
Встречается в Северной и Центральной Европе, Альпах, на севере Малой Азии, в Крыму и на северо-западе Сибири.

## Описание
Размах крыльев 15—20 мм. Мотылёк встречается с июля по август в зависимости от местообитания. Летает в ночное время суток, а также его привлекает свет.

## Экология и местообитания
Гусеницы питаются лишайниками, в частности пельтигерой собачьей (Peltigera canina), но также может питаться мхами. Населяет марши.